# Mücheln (Geiseltal)
Mücheln (Geiseltal) è una città tedesca situata nel land della Sassonia-Anhalt.